# Свержин, Владимир Игоревич
Влади́мир И́горевич Све́ржин (настоящая фамилия Фидельман; 9 февраля 1965, Харьков — 5 апреля 2020, Санкт-Петербург) — украинский писатель-фантаст, писавший на русском языке.

## Биография
В 1981 году был исключён из средней школы «за хулиганство». Некоторое время работал на харьковских заводах. Среднее образование завершил в школе рабочей молодежи. Затем был призван в армию, служил на Балтийском флоте. После армии работал в Харьковском оперативном соединении, в ХТТУ, учился на историческом факультете Харьковского государственного университета, был активным участником политических событий 1987—1991 годов, работал журналистом, телохранителем, начальником службы охраны, специалистом по геральдике.
С юношеских лет писатель увлекался военной историей, геральдикой, литературой и единоборствами (бокс, борьба, каратэ, фехтование). До конца жизни Владимир Свержин был президентом Научно-исследовательского Центра Экспериментальной Истории, вице-президентом Украинского геральдического коллегиума, мастером клинка, инструктором Федерации контактного каратэ, членом Международной Профессиональной Конфедерации каскадеров.
Свержин тяжело переживал харьковские события 2013-2014 годов, не смог принять победу украинской Революции Достоинства и крах харьковских антимайдановцев и переехал в РФ. Скончался в Петербурге в возрасте 55 лет после тяжёлой болезни, осложненной "ковидом".
Один из его детей — израильский философ, теоретик и практик ролевых игр Даниэль (Андрей Владимирович) Фидельман (англ. Daniel Andrey Fidelman, род. 1993).

## Литературное творчество
В марте 1982 года Владимир Свержин дебютировал на ежегодном семинаре молодых авторов при харьковском отделении Союза Писателей. В 1996 году одно из харьковских издательств предложило Свержину отредактировать текст поступившего туда романа. Материал был настолько сырой, что обрабатывать его не имело смысла. Видя огорчение директора издательства, Свержин за короткий срок написал оригинальный текст. Это было рождением нового писателя-фантаста. В 1997 году из-под пера Владимира Свержина вышли три фантастических и один детективный роман. Фантастические произведения увидели свет в издательстве «ЭКСМО»: «Ищущий битву», «Колесничие Фортуны» и «Закон Единорога». Книги эти можно отнести к приключенческой фантастике. В жанровом же отношении — это сплав «жёсткой» научной фантастики и фэнтези. 
Отдельно стоит отметить эпиграфы в романах Свержина. Эпиграфы у Свержина предваряют каждую главу каждого романа, являясь его фирменной узнаваемой "фишкой". Многие из них стали афоризмами, многие "нагло" придуманы автором - стилизованы или мистифицированы под "оригинал", не принадлежа в реальности заявленному источнику. Некоторые эпиграфы являются как бы продолжением общеизвестных крылатых фраз и сентенций.  некоторые читатели на лит.форумах признавались, что читали романы Свержина исключительно ради его эпиграфов. (источник?)

## Произведения Владимира Свержина

### Альтернативная история (Институт экспериментальной истории)
1. Трёхглавый орел (2001) * (Приквел)
2. Ищущий Битву (1997)
3. Колесничие Фортуны (1997)
4. Закон Единорога (1997)
5. Крестовый поход восвояси (2002)
6. Все лорды Камелота (2002)
7. Чего стоит Париж? (2003)
8. Воронья стража (2004)
9. Сеятель бурь (2005)
10. Железный Сокол Гардарики (2006)
11. Время наступает (2007)
12. Фехтмейстер (2008)
13. Лицо отмщения (2009)
14. Сын погибели (2009)
15. Внутренняя линия (2010)
16. Башни земли Ад (2012)
17. Заря цвета пепла (2012)
18. Семена огня (2013)
19. Корни огня (2015)
20. Крона огня (2015) * Трехглавый орел указан первым, так как является своего рода приквелом к всему циклу. Но на самом деле все романы цикла не связаны прямой временной последовательностью событий. Первые три романа - Ищущий битву, Закон Единорога и Колесничие фортуны - задумывались как трилогия, писались практически одновременно, и читать их рекомендуется в такой последовательности, а после их прочтения все остальные произведения цикла могут читаться в любом порядке, без утери понимания к.л. подробностей.

### Фэнтези (Сыщик для феи)
1. Сыщик для феи (2003)
2. Когда наступит вчера (2005)

### Серия «Обитаемый остров»
1. Война ротмистра Тоота (2011)
2. Мир ротмистра Тоота (2012)

### Детективы
1. Марш обречённых (1999)
2. Танцы на минном поле

### Серия «Новый Фантастический Боевик»
1. Трактир «Разбитые надежды» (2013)
2. Гнездо Седого Ворона (2014)
3. Страж Каменных Богов (2015)

### Проект Андрея Белянина «Оборотни»
1. Ловчий в волчьей шкуре. (2014) (проект Андрея Белянина «Оборотни»)